# Лебарнік
Лебарнік (Лебарнук) (*д/н — після 665) — 2-й патрикій (правитель) Лазики близько 640—663 і 664—665 років.

## Життєпис
Ймовірно син патрикія Барнука I, з яким Лебарніка часто плутають. Відомостей про нього обмаль. Згадується переважно у візантійських джерелах з приводу конфлікту між Максимом Сповідником і імператором Константом II. Останній 662 року заслав Максима до Лазики. Ймовірно патрикій був прихильником Сповідника, підтримавши його. Тому 663 року за підозрою у змові Лебарніка було повалено. Той втік до Абазгії. Новим патрикієм поставлено брата Лебарніка або іншого родича — Григора I.
Втім 664 року за підтримки абазгів Лебарнік повернув собі владу в лазиці. Але вже 665 року його було повалено візантійцями, що поновили на троні Григора. Подальша доля Лебарніка невідома.